# Rata
|  | Per a altres significats, vegeu «Rata (desambiguació)». |

Les rates o rats (Rattus) són un gènere de múrids rosegadors de mida mitjana. Poden arribar als 500 g de pes, més grossos que els seus parents propers, els ratolins. Presenten potes anteriors relativament curtes i amb quatre dits, mentre que les posteriors són més llargues i amb cinc dits.
Actualment el gènere Rattus conté 66 espècies diferents; d'aquestes, la rata negra (Rattus rattus), la rata comuna o de claveguera (Rattus norvegicus) són les espècies de major distribució mundial, amb una ecologia marcadament periurbana, essent absents únicament als pols. Aquesta àmplia distribució s'explica perque sovint habiten els vaixells humans, cosa que permet el seu transport a noves àrees. Malgrat això, la majoria d'espècies del gènere tenen unes distribucions geogràfiques més renstringides, amb algunes espècies endèmiques d'illes o arxipèlags com és el cas de la rata de les Nicobar (Rattus burrus) o la rata de l'illa d'Enggano (Rattus enganus).

## Característiques

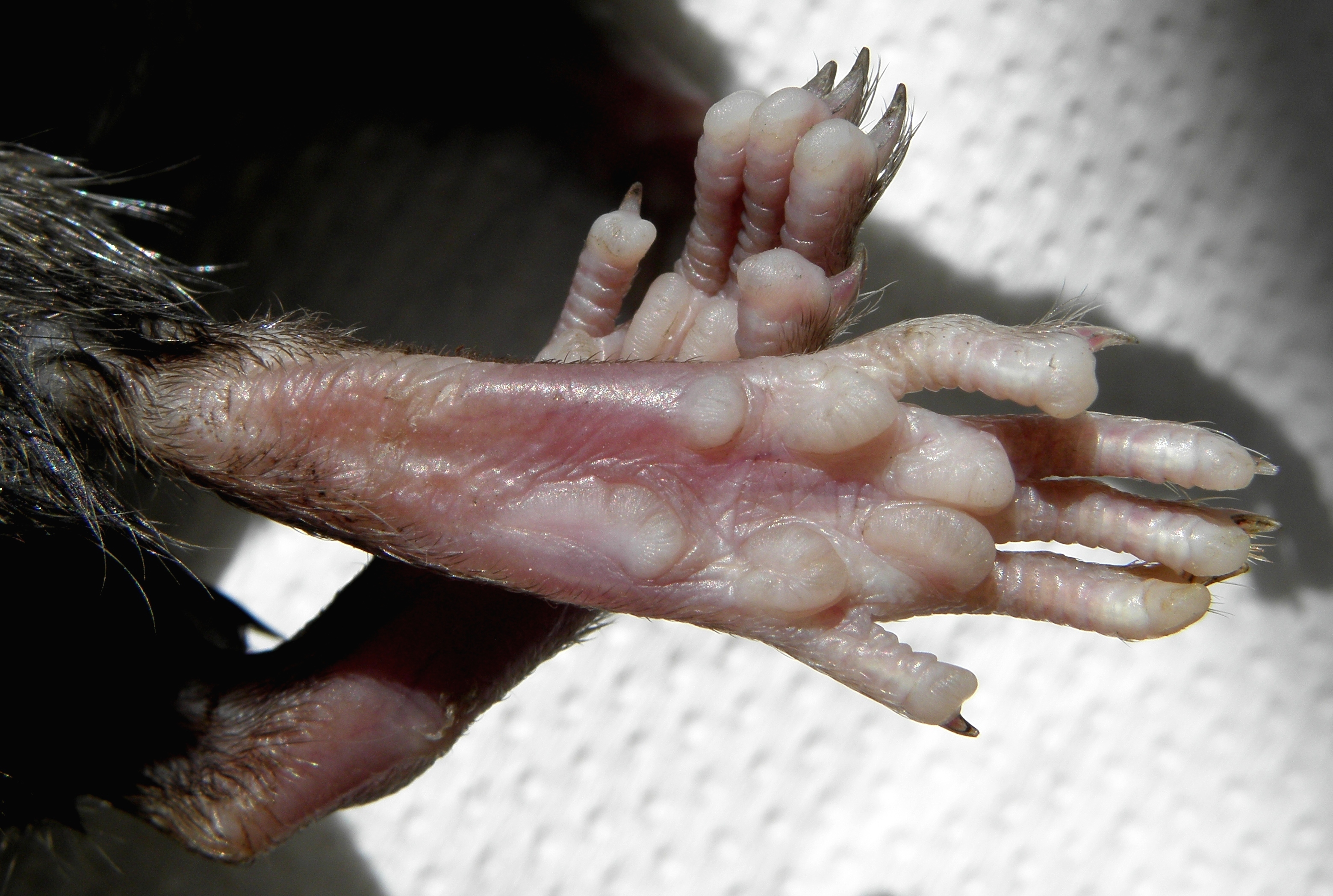
Potes posteriors d'una rata negra.

Les rates són rosegadors de cos allargat, musell puntegut i orelles llargues que arriben la vora de l'ull en estirar-se cap endavant. La cua és allargada, prima i gairebé nua, amb algunes petites escates i pèls curts; els ulls i les orelles són grans i el pelatge espès i de color variable, depenent de l'espècie. El ventre és sempre més clar; la línia de separació no està molt ben definida, però és visible. Les femelles posseeixen cinc parells de mames, dos pectorals i 3 inguinals. Les femelles són lleugerament més petites que els mascles. La cua és una excel·lent eina que serveix per controlar els seus salts, com a barra d'equilibri quan caminen sobre tubs, cables o cordes i per equilibrar mentre nada.
La dentadura de les rates consta de 16 peces, fórmula dental: 2 (1/1, 0/0, 0/0, 3/3) = 16, presentant tant en la mandíbula superior com en la inferior, 2 incisives, de creixement continu, i 3 molars en cada semi arcada; no tenen canins i premolars. Pel que fa al xiscle que emeten per la boca, així com el de la llebre i el porc, rep en català el nom de güell.
La mida varia en les diferents espècies. La majoria d'espècies de Rattus pesen entre 95 i 240 grams i tenen una longitud de 17 a 21 cm, amb una cua tan llarga com el cos. Una de les espècies més petites és R. osgoodi, endèmica del sud del Vietnam, amb un cos de 12 a 17 cm. En la banda oposada es troba la rata de cua blanca de Cèlebes (R. xanthurus) que mesura de 19 a 27 cm amb una cua de fins a 34 cm de longitud.

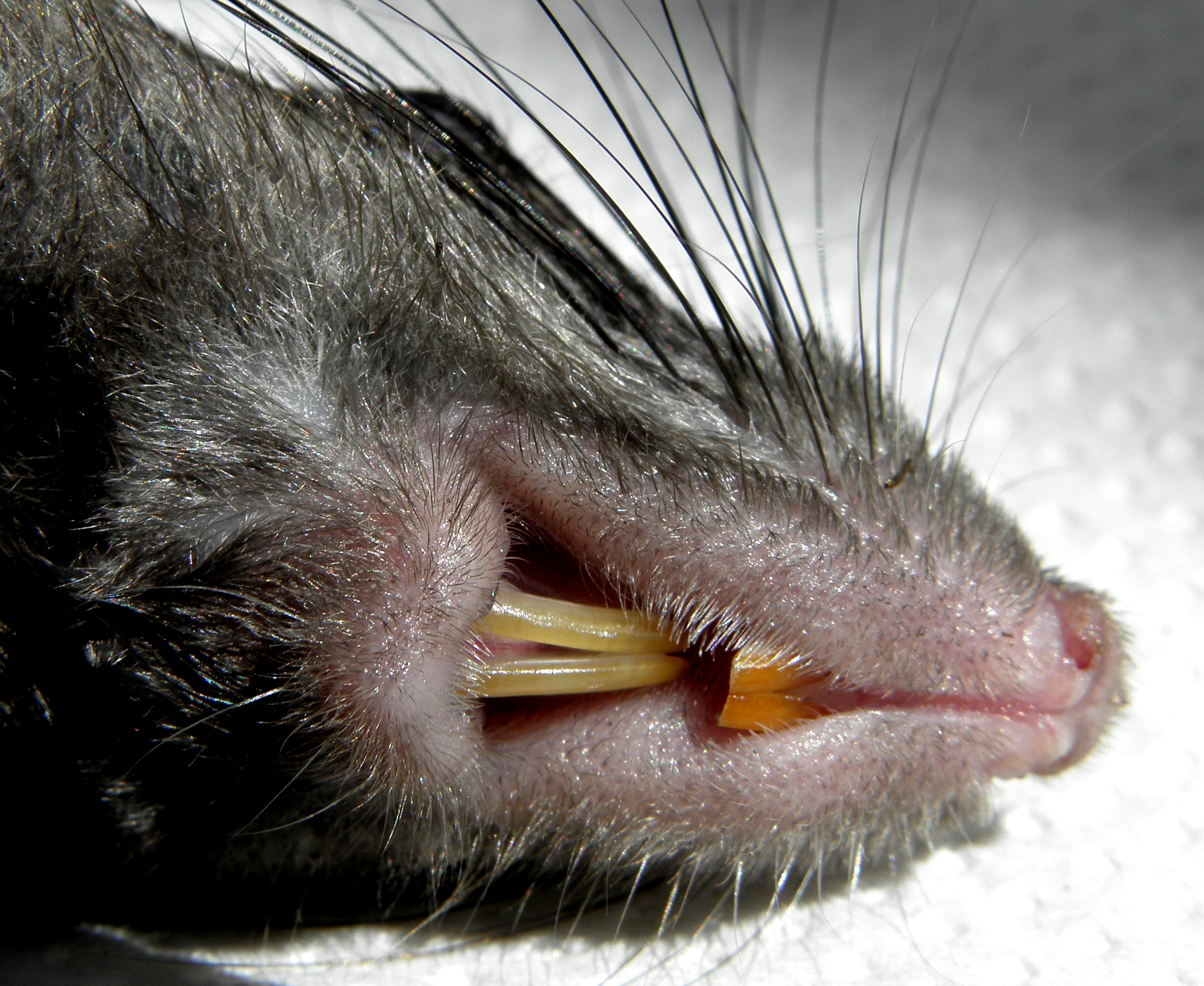
Detall de la dentadura d'una rata.

La majoria de les espècies del gènere tenen un pelatge curt, dens i suau. En algunes espècies, el pelatge pot ser més gruixut i llarg, una mica llanós o, per contra, aspre. En altres, com l'esmentada R. xanthurus, i la rata de Sikkim (R. andamanensis), presenten pèls llargs i prims similars a bigotis a la zona del llom i els malucs que s'estenen de 4 a 6 cm per sobre del pelatge.
El patró bàsic de coloració del gènere és el dors de color marró groguenc, esquitxat de color marró fosc a negre i clapejat d'ocre i el ventre de color gris platejat a gris fosc, de vegades tenyit de tons ocre. La cua, les orelles i les potes són de color marró fosc. De la mateixa manera que la textura del pelatge, el color també és variable. Rattus remotus té el llom de color marró i el ventre de color blanc pur. R. nitidus, un rat de camp de l'Himàlaia, té el llom marró, el ventre gris i les potes de color blanc. Altres espècies tenen pelatge fosc, com R. lugens nativa de les costes de Sumatra, que presenta un llom de color marró fosc a negre i un ventre grisenc. Tot i que la cua és de color gris a negre en la majoria de les espècies, algunes mostren un patró de dos colors. Així en R. nitidus i R. pyctoris, la cua és marró a la part de dalt i d'un color més clar o blanc a la part de baix. El patró bicolor pot ser d'un altre tipus, el terç basal o la meitat de la cua de color marró i la resta uniformement blanc, com ocorre en la rata de cua blanca de les Cèlebes (R. hoogerwerfi).

### Cromosomes
La majoria de les espècies del gènere presenten 42 cromosomes en les seves cèl·lules somàtiques, amb un cariotip molt similar tot i que es troben petites diferències entre espècies. No obstant això, hi ha altres espècies o subespècies amb menor nombre de cromosomes (per exemple, R. fuscipes, R. sordidus i R. rattus rattus) a causa de la fusió de parells de cromosomes acrocèntrics (amb un sol braç cromosòmic) en cromosomes metacèntrics individuals (amb dos braços cromosòmics), procés conegut com a translocacions robertsonianes. Altres reordenaments cromosòmics, com ara les inversions, també han contribuït a l'evolució cromosòmica dins del gènere. Així, R. sabanus presenta un cariotip marcadament diferent de la resta de les espècies (presenta solament dos petits cromosomes metacèntrics, quan en les altres espècies aquest nombre arriba a set) que es considera que ha sorgit per mitjà d'inversions cromosòmiques que involucren el centròmer (les que es denominen inversions pericèntriques).

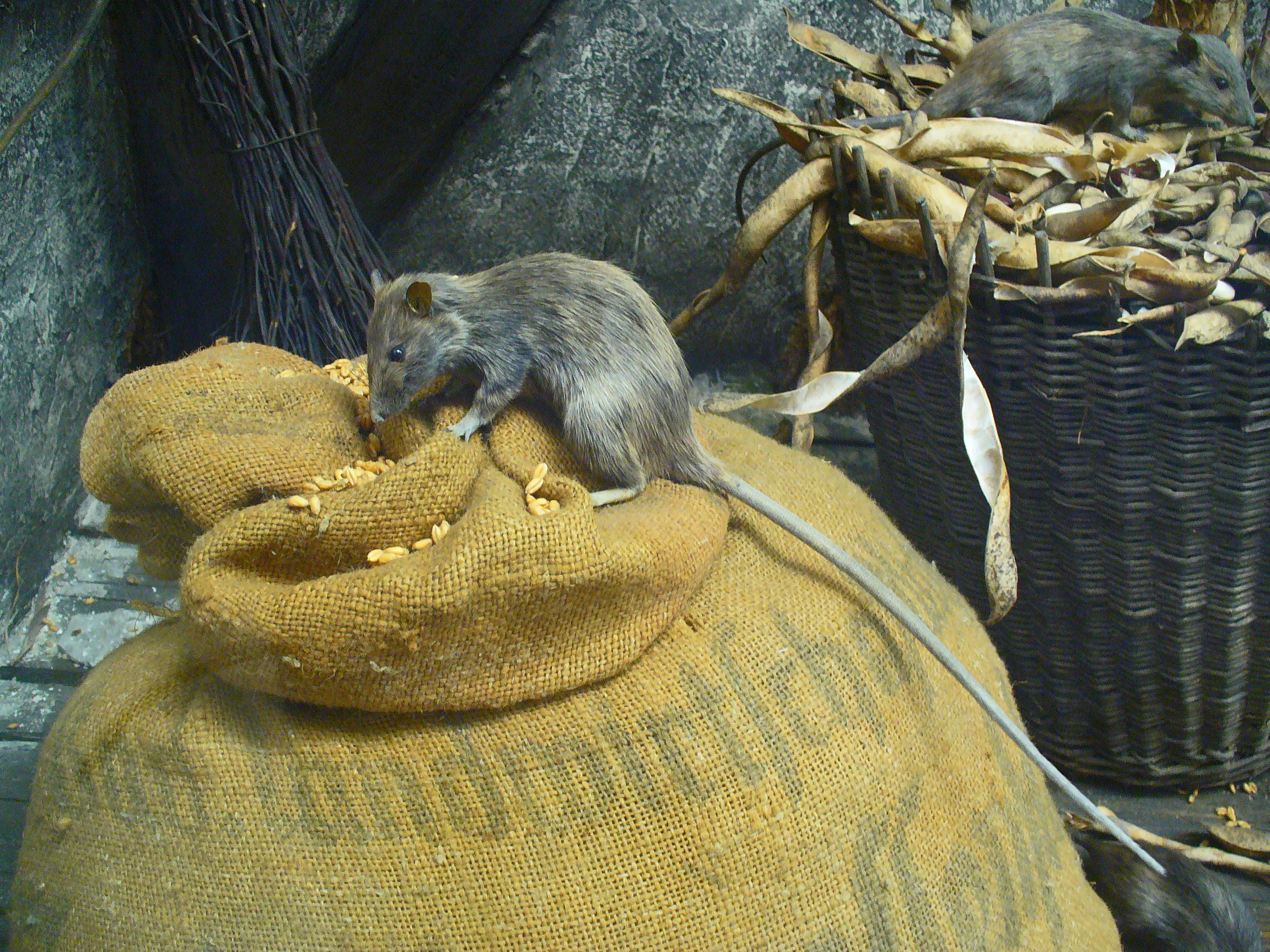
Rata negra aprofitant el menjar emmagatzemat pels humans.

### Alimentació
Les rates mengen de tot, és a dir, són omnívores. A les zones urbanitzades s'alimenten del menjar emmagatzemat o de les deixalles. En zones no urbanitzades, s'alimenten de fruits, arrels, petits mamífers, insectes i altres coses. També poden predar sobre nius d'ocells. No refusen la carn en putrefacció d'altres animals. No poques vegades provoquen la mort d'animals adormits, fins i tot els de considerable grandària. El canibalisme està molt estès en l'espècie, i algunes rates, sobretot les més joves, són devorades pels seus pares. La rata és una nedadora excepcional i atrapa peixos petits i crancs, també pot capturar cargols i insectes aquàtics. La rata té la necessitat imperiosa d'aigua, ni que sigui pestilent o salobre.

### Reproducció

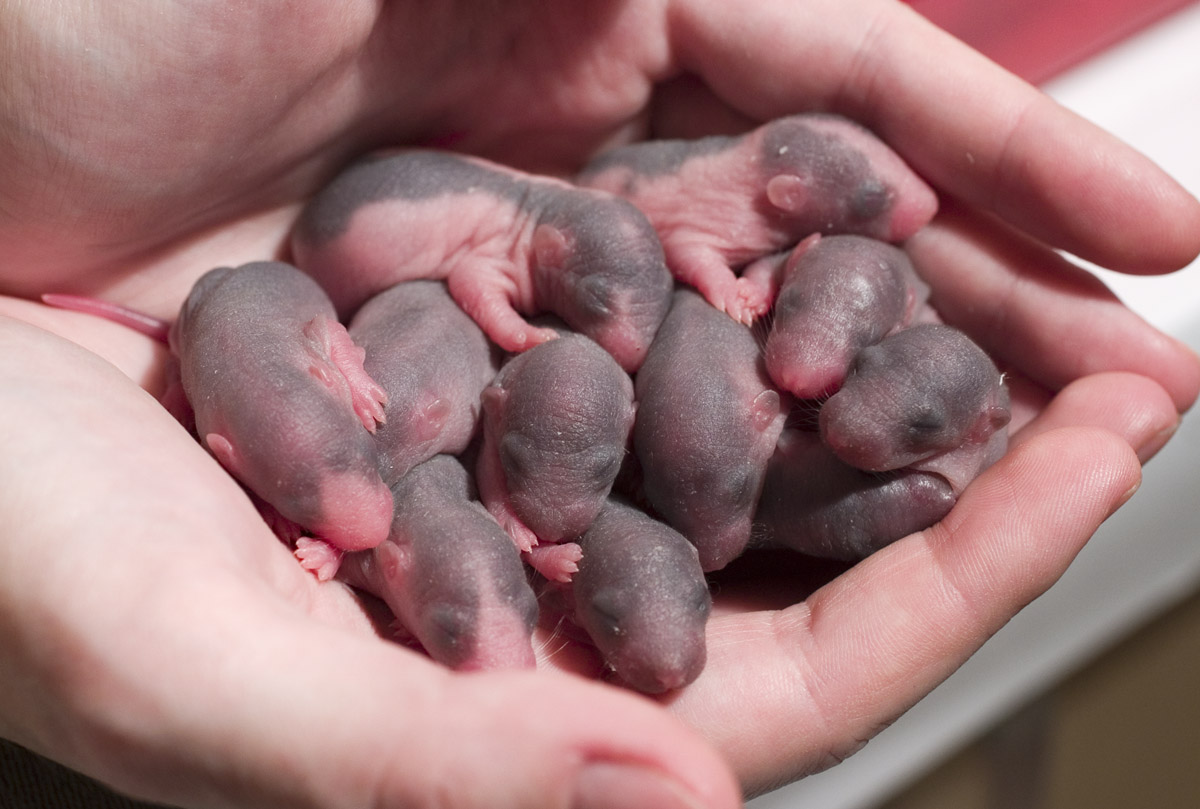
Cries de quatre dies.

El coit dura solament de dos a tres segons, i després d'una gestació d'aproximadament un mes, la rata pareix de cinc a vint-i-dos individus. La mare pareix les cries a l'interior del cau o niu, on condiciona un llit amb restes de matèria vegetal i pèl. Les cries neixen amb els ulls clucs, sense pèl, sense capacitat auditiva i pesant tan sols 5 o 6 grams. Pel que fa a maduresa sexual de les rates, cal destacar-ne la seva precocitat, ja que la femella en cinc o sis setmanes de vida ja és activa sexualment. Els mascles, per la seva banda, necessiten uns dies més per assolir la maduresa sexual.

## Domesticació

### Com a mascota

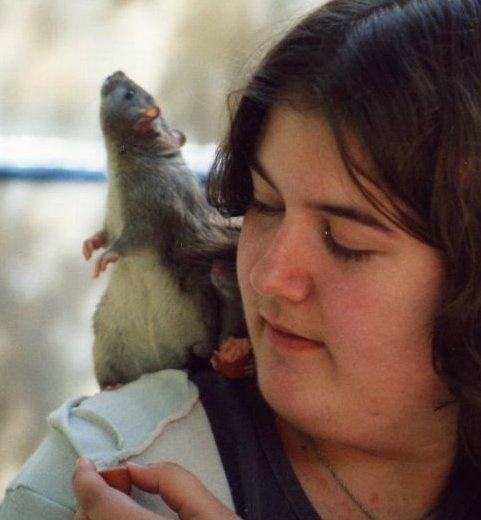
Rata ensinistrada per a mantenir-se a l'espatlla de la seva propietària

Les rates es crien com a animals de companyia com a mínim des del segle xix. Són animals sociables, intel·ligents i poden ser ensinistrades per usar una caixa de sorra, venir quan se les crida i realitzar trucs diversos. Les rates domèstiques són variants de l'espècie R. norvegicus o rata comuna, però les rates negres no són infreqüents. Les rates domèstiques es comporten de manera diferent que els seus parents salvatges segons el nombre de generacions que portin en captiveri i quan s'han adquirit de fonts solvents, no hi ha risc de zoonosi, al contrari que amb altres animals de companyia.

### Com a animal de laboratori

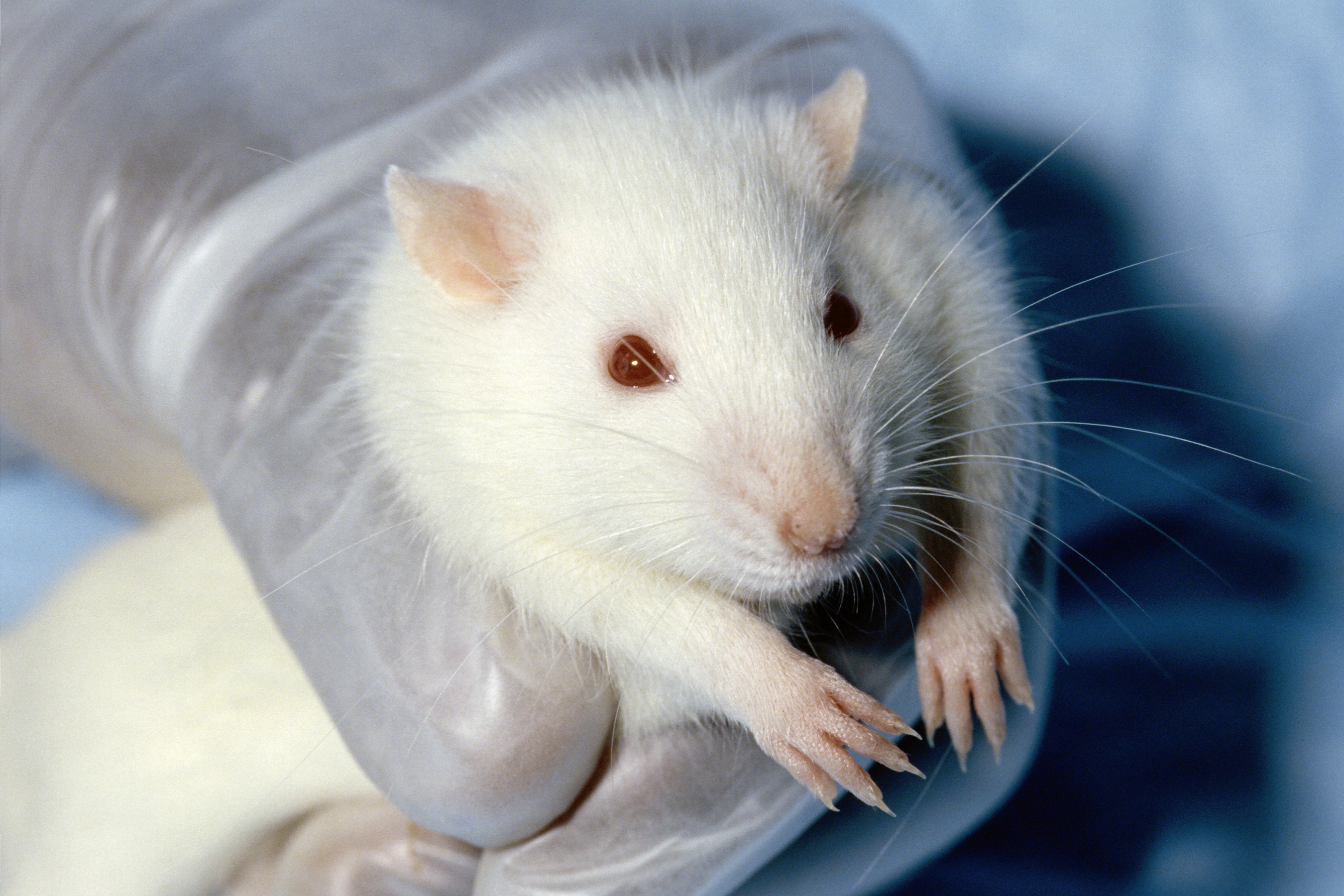
Les rates Wistar són albines.

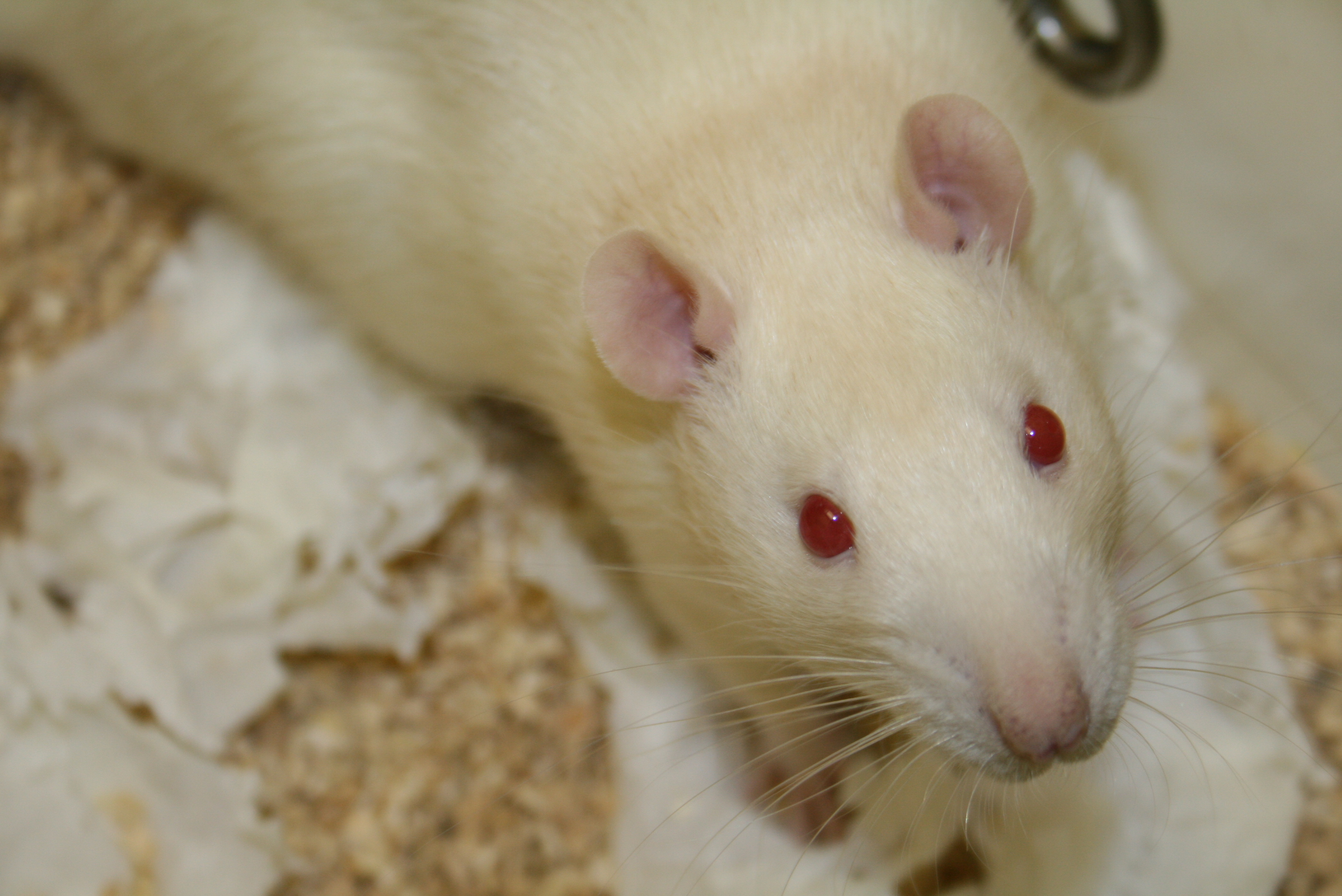
Rata del tipus Sprague Dawley.

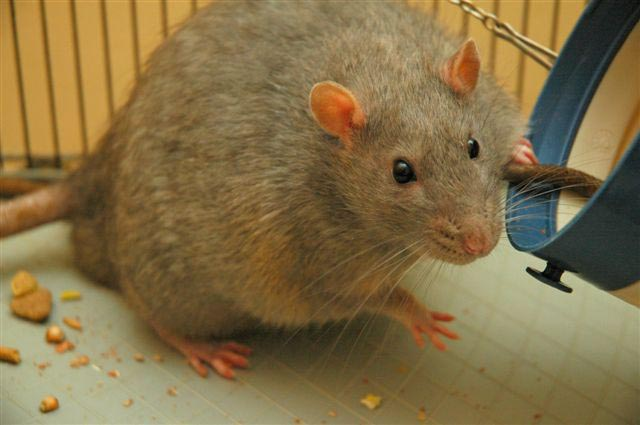
La línia Zucker de rata de laboratori presenta una predisposició genètica a la diabetis melitus.

Les rates de laboratori són exemplars de R. norvegicus destinades a la recerca científica. Són considerades un animal model i el seu ús abasta des d'estudis de fisiologia a etologia o neurobiologia. L'origen de les rates de laboratori prové de les rates domèstiques, emprades durant el segle XVIII com a element lúdic durant les baralles de rates. L'aparició d'exemplars albins i amb altres fenotips d'interès va conduir al seu ús en els laboratoris.
El 1895, la Universitat de Clark (Massachusetts, EUA) va crear una població de rates blanques per a estudiar els efectes de la dieta i altres temes de fisiologia. A causa de la seva velocitat de reproducció, de la seva facilitat de maneig i de moltes de les seves similituds fisiològiques amb l'ésser humà, la rata ha estat utilitzada des de fa molts anys com a subjecte d'experiments en els laboratoris de ciències biològiques: amb elles solen posar a prova els medicaments que després s'apliquen com a tractament de les malalties humanes, amb elles es porten a terme molts experiments relacionats amb la genètica, amb la son i amb molts altres temes de salut. També han resultat molt útils en els estudis psicològics sobre l'aprenentatge i altres processos mentals. No obstant això, existeixen crítiques cap al maltractament animal que aquest tipus d'experiments pot suposar per a les rates, així com moltes altres espècies, en els laboratoris d'experimentació.
Fonamentalment, les rates de laboratori es diferencien de les salvatges per ser més tranquil·les i menys agressives; poden tolerar grans multituds; es reprodueixen a edats més primerenques i tenen un nombre elevat de cries. El seu cervell, el seu fetge, els seus ronyons, les seves glàndules suprarenals i el seu cor són, en general, més petits. No obstant això, no hi ha una única línea de rata de laboratori, sinó que, mitjançant creuaments, s'han generat diverses línies:

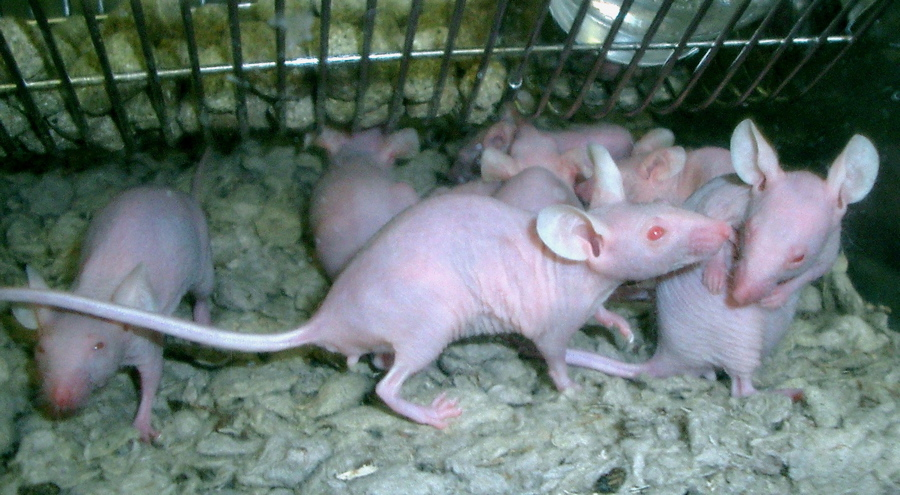
Les rates sense pèl solen emprar-se en investigacions sobre el sistema immunològic.

- Wistar: es tracta d'una línia albina de la rata. Va ser desenvolupada a l'Institut Wistar el 1906 per a fins d'investigació biomèdica i és la primera rata emprada com a organisme model (anteriorment es treballava amb ratolins). Avui en dia, la meitat de les rates de laboratori existents deriven de la població generada pel fisiòleg Henry Donaldson, l'administrador Milton J. Greenman i la genetista i embriòloga Helen Dean King.[15]
- Sprague Dawley: es tracta d'una altra rata albina d'ús extensiu en el camp de la biomedicina.[16][17] Molt dócil i fàcil de manejar. Aquesta línia va ser generada a Madison, Wisconsin i difosa a partir de 1980 per Harlan Sprague Dawley.
- Zucker: es tracta d'un model genètic emprat en estudis d'obesitat i hipertensió. El seu nom deriva dels investigadors Lois M. Zucker i Theodore F. Zucker, genetistes involucrats en la investigació sobre l'obesitat. Genèticament, es tracta de rates amb un alel recessiu del receptor de leptina, el que les fa arribar a pesar 1 kg, el doble del pes estàndard de les rates de fenotip salvatge.[18][19]
- Rates sense pèl: es calcula que existeixen més de 25 gens amb al·lels recessius que confereixen la manca de pèl a les rates de laboratori.[20]

Les característiques que justifiquen l'ús de la rata com a animal model es basen en les seves característiques d'intel·ligència, ingenuïtat, agressivitat i capacitat d'adaptació, que permeten dur a terme experiments sobre diversos temes com la intel·ligència, l'aprenentatge o l'abús de drogues. La seva psicologia té aspectes en comú amb la humana. Un estudi de l'any 2007 va descobrir que les rates posseeixen metacognició, una habilitat mental que fins aleshores només s'havia documentat en éssers humans i en algunes espècies de primats. A més, el seu genoma està seqüenciat, amb el primer esbós publicat el 2004.

## Llista d'espècies
A continuació s'esmenten les espècies assignades a aquest gènere ordenades alfabèticament pel seu nom binomial. En alguns casos s'inclou al costat el nom vernacular en català. Per a major informació i documentació de cada espècie llegiu-ne l'article corresponent.
- Rattus adustus
- Rattus andamanensis
- Rattus annandalei
- Rattus arfakiensis
- Rattus argentiventer
- Rattus arrogans
- Rattus baluensis
- Rattus blangorum
- Rattus bontanus
- Rattus burrus
- Rattus colletti
- Rattus detentus
- Rattus elaphinus
- Rattus enganus
- Rattus everetti
- Rattus exulans
- Rattus feileri
- Rattus feliceus
- Rattus fuscipes
- Rattus giluwensis
- Rattus haasi †
- Rattus hainaldi
- Rattus halmaheraensis
- Rattus hoffmani
- Rattus hoogerwerfi
- Rattus jobiensis
- Rattus koopmani
- Rattus korinchi
- Rattus leucopus
- Rattus losea
- Rattus lugens
- Rattus lutreolus
- Rattus macleari
- Rattus marmosurus
- Rattus mindorensis
- Rattus mollicomulus
- Rattus montanus
- Rattus mordax
- Rattus morotaiensis
- Rattus nativitatis
- Rattus nikenii
- Rattus niobe
- Rattus nitidus
- Rattus norvegicus (rata comuna o rata de claveguera o rat dels fossats)
- Rattus novaeguineae (rata de Nova Guinea)
- Rattus obiensis
- Rattus omichlodes
- Rattus osgoodi
- Rattus palmarum
- Rattus pelurus
- Rattus pococki
- Rattus praetor
- Rattus pyctoris
- Rattus ranjiniae
- Rattus rattus (rata negra, rata de camp o rata traginera)
- Rattus richardsoni
- Rattus salocco
- Rattus sanila †
- Rattus satarae
- Rattus simalurensis
- Rattus sordidus
- Rattus steini
- Rattus stoicus
- Rattus taliabuensis
- Rattus tanezumi
- Rattus tawitawiensis
- Rattus timorensis
- Rattus tiomanicus
- Rattus tunneyi
- Rattus vandeuseni
- Rattus verecundus
- Rattus villosissimus
- Rattus xanthurus